# Elpe (Fluss)
Die Elpe, im Oberlauf Walbecke genannt, ist ein 18,7 km langer, südlicher und orographisch linker Zufluss der Ruhr in nordrhein-westfälischem Hochsauerlandkreis.

## Geographie

### Verlauf
Die Elpe entspringt im Rahmen ihres längsten Quellbachs, der Walbecke, im Norden des Rothaargebirges innerhalb des Naturparks Sauerland-Rothaargebirge. Deren Quelle liegt etwa 2 km südsüdwestlich von Walbecke, einem Ortsteil von Schmallenberg, auf der gemeinsamen Nordflanke von Sange (788,5 m) im Osten und deren Nordwestsporn Kahlenberg (767,4 m) im Westen auf etwa 719 m ü. NHN; vom Sporn leitet die Landschaft nach Norden zum Richterskopf (722,1 m) über.
Die Elpe, deren quellnaher Oberlaufbereich im Winterberger Hochland liegt, fließt nach Verlassen des Bödefelder Waldes durch das Hochsauerländer Schluchtgebirge und überwiegend in nördliche Richtungen. Ihr Walbecke genannter Oberlauf durchfließt die Ortschaft Walbecke. Anschließend nimmt sie die rechtsseitige Tingelosmecke (auch Elpe genannt) auf, die südlich des Winterberger Ortsteils Altenfeld auf der Nordostflanke des Lansenberg (732,3 m) genannten Nordwestausläufers der Hardt (761,4 m) nahe einem auf 617,4 m Höhe gelegenen Wegabzweig auf etwa 615 m Höhe entspringt (⊙) und dann durch Altenfeld verläuft. Von dieser Einmündung fließt die Elpe entlang der Kreisstraße 16, die von Altenfeld durch den Olsberger Ortsteil Elpe nach Gevelinghausen führt. Kurz nach Einmünden der Tingelosmecke mündet der Elfterbach ein.

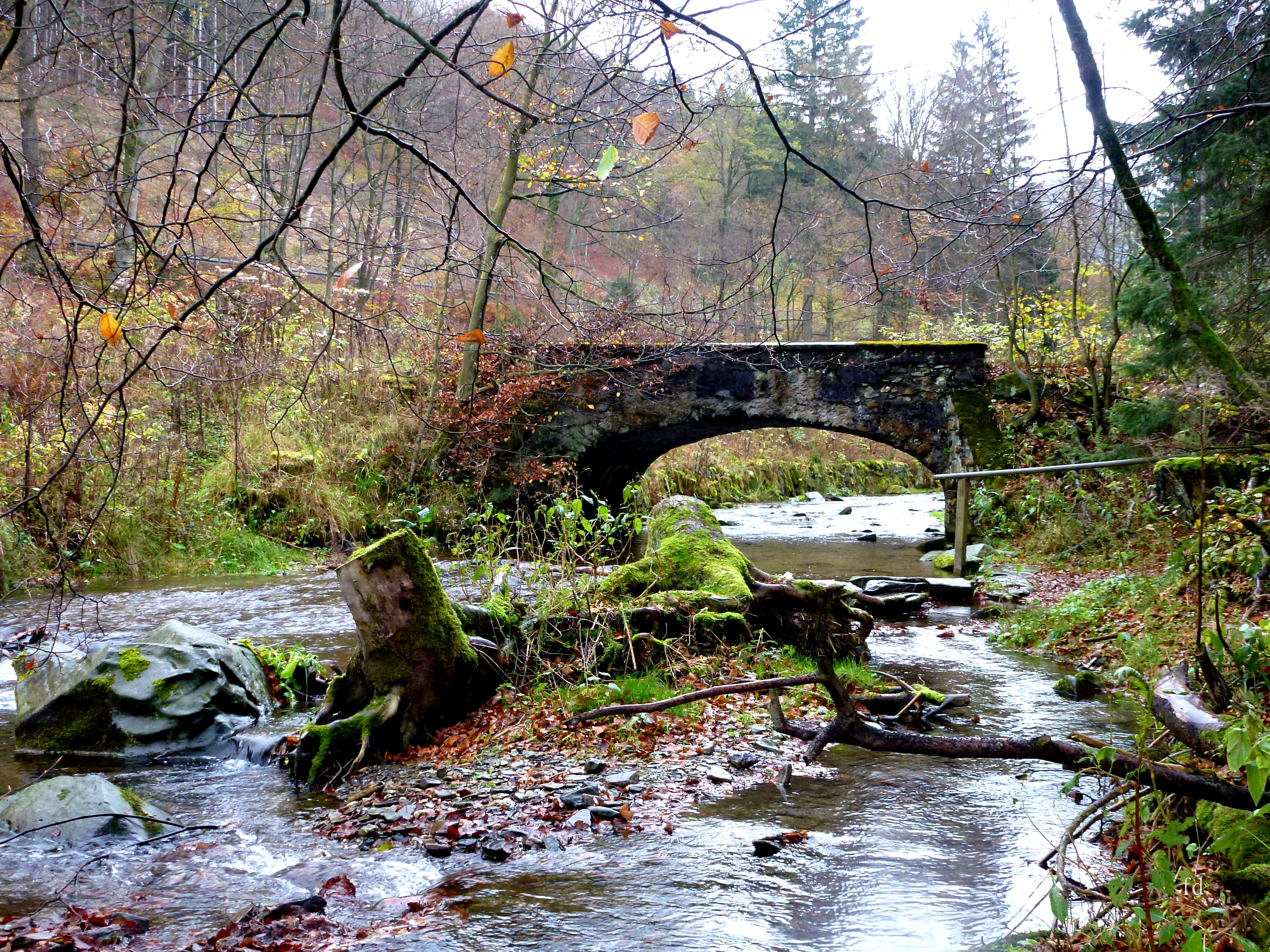
Alte Elpebrücke nahe der K 16 etwa 1000 m südlich von Gevelinghausen

Etwas weiter nördlich durchfließt die Elpe die Ortschaft Elpe und passiert fünf ehemalige Pochwerke. Dazwischen nimmt sie den vom Wasserfall Plästerlegge heran fließenden Bach Wasserfall sowie kurz darauf die vom Braberg kommende Bremecke auf und passiert die zum Olsberger Ortsteil Gevelinghausen gehörenden Bauerschaften und Weiler Wiggeringhausen, das östlich am Ohlenkopf (729,2 m) liegt, und Haardt, das sich etwas westlich oberhalb vom Bach nahe dem Elpe-Zufluss Hormecke befindet. Fortan verläuft sie bis zur Elpemündung durch die Sauerländer Senken, in dem etwas unterhalb von Haardt die Hormecke einmündet; an diesem Bach liegt in Elpenähe der Freizeitpark Fort Fun Abenteuerland.
Danach fließt die Elpe etwa 600 m südwestlich an Gevelinghausen vorbei und passiert den einstigen Standort der ehemaligen Gevelinghauser Mühle. Dabei verläuft sie entlang der K 15, die von Gevelinghausen zum Bestwiger Ortsteil Ostwig fließt, um dort nahe der Elpemündung auf die Bundesstraße 7 zu stoßen.
Unmittelbar nach Verlassen des Naturparks Sauerland-Rothaargebirge durchfließt die Elpe Ostwig, um kurz nach aufeinander folgendem Unterqueren der B 7 und der Oberen Ruhrtalbahn sowie nach Durchfließen der Ortschaft auf etwa 296 m Höhe in den dort von Osten kommenden Rhein-Zufluss Ruhr zu münden. Der Mündung gegenüber liegt jenseits der Ruhr der Bestwiger Ortsteil Alfert, von dem Teile zur Gemarkung Ostwig gehören.
Bei 18,7 km Flusslänge und dem dabei überwundenen Höhenunterschied von 423 m beträgt das mittlere Sohlgefälle der Elpe mit ihrem Oberlauf Walbecke 22,6 ‰.

### Einzugsgebiet und Zuflüsse
Das Einzugsgebiet der Elpe ist 34,381 km² groß; es wird durch die Ruhr und den Rhein zur Nordsee hin entwässert. Zu ihren Zuflüssen gehören mit dem Elpeoberlauf Walbecke (flussabwärts betrachtet; wenn nicht anders genannt laut):
| Name                                                                 | Seite  | Länge (km) | Quell-          | Mündungs-       | Mündungs- ort (Lage) | Mündungs- km | EZG (km²) | DGKZ       |
| Name                                                                 | Seite  | Länge (km) | höhe (m ü. NHN) | höhe (m ü. NHN) | Mündungs- ort (Lage) | Mündungs- km | EZG (km²) | DGKZ       |
| -------------------------------------------------------------------- | ------ | ---------- | --------------- | --------------- | -------------------- | ------------ | --------- | ---------- |
| Walbecke (Elpeoberlauf)                                              | links  | 3,9 km     | 719 m           | 486 m           | Walbecke             | km 14,85     |           | 276118     |
| Tingelosmecke (Elpe)                                                 | rechts | 1,7 km     | 615 m           | 486 m           | Walbecke (o)         | km 14,85     |           | 276118-12  |
| Elfterbach                                                           | rechts | 2,7 km     | 568 m           | 478 m           | Elpe (o)             | km 14,35     |           | 276118-14  |
| Obere Lehmecke                                                       | links  | 1,0 km     | 625 m           | 460 m           | Elpe (o)             | km 13,05     |           |            |
| Kerbeckersiepen                                                      | rechts | 1,1 km     | 550 m           | 455 m           | Elpe (i)             | km 12,65     |           |            |
| Niedere Lehmecke                                                     | links  | 0,8 km     | 586 m           | 446 m           | Elpe (i)             | km 11,6      |           |            |
| Brabecke                                                             | rechts | 1,0 km     | 596 m           | 439 m           | Elpe (i)             | km 11,15     |           | 276118-152 |
| Felbecke                                                             | links  | 0,8 km     | 581 m           | 434 m           | Elpe (u)             | km 10,85     |           |            |
| Reitmecke                                                            | links  | 0,8 km     | 640 m           | 428 m           | Elpe (u)             | km 10,3      |           | 276118-16  |
| Grünebach                                                            | rechts | 0,3 km     | 469 m           | 427 m           | Elpe (u)             | km 10,2      |           |            |
| Wasserfall (von der Plästerlegge)                                    | links  | 1,5 km     | 638 m           | 419 m           | Elpe (u)             | km 09,4      |           | 276118-18  |
| Bremecke                                                             | rechts | 3,2 km     | 574 m           | 405 m           | Wiggeringhausen (o)  | km 08        | 3,168 km² | 276118-2   |
| Hormecke                                                             | links  | 3,1 km     | 565 m           | 368 m           | Wiggeringhausen (u)  | km 05,1      | 2,628 km² | 276118-4   |
| Bieke                                                                | rechts | 1,1 km     | 365 m           | 338 m           | Wiggeringhausen (u)  | km 03,3      |           | 276118-92  |
| Abkürzungen: o = oberhalb vom, i = im, u = unterhalb vom Mündungsort |        |            |                 |                 |                      |              |           |            |

## Schutzgebiete
Der Großteil der Elpe und ihrer Flussaue liegt innerhalb von Schutzgebieten. Nur Bereiche in Ortslagen sind nicht als Landschaftsschutzgebiet bzw. Naturschutzgebiet ausgewiesen. Südlich von Walbecke fließt der Bach, dort noch Walbecke genannt, durch das Landschaftsschutzgebiet Walbecketal südlich Walbecke und das Naturschutzgebiet Feuchtgrünland an der Walbecke. Nördlich von Altenfeld verläuft die Elpe zunächst im Landschaftsschutzgebiet Talsystem der Elpe. Dann folgt direkt das Naturschutzgebiet Oberes Elpetal bis zum Dorf Elpe. Nach dem ersten bebauten Bereich des Dorfes schließt sich die erste kleine Teilfläche des Landschaftsschutzgebiets Elpetal unterhalb von Elpe an. Hierauf folgt ein weiterer bebauter Bereich von Elpe. Wieder schließt sich eine kleine Teilfläche des Landschaftsschutzgebiets Elpetal unterhalb von Elpe an, um dann erneut von einem längeren bebauten Bereich von Elpe abgelöst zu werden. Nördlich vom Dorf folgt erneut eine längere Teilfläche des Landschaftsschutzgebiets Elpetal unterhalb von Elpe. Hieran schließt sich das Naturschutzgebiet Elpe- und Bremecketal an. Nun folgt ein langes Bachlaufstück im Landschaftsschutzgebiet Olsberg. Dann fließt der Bach im Naturschutzgebiet Elpetal bei Gevelinghausen. Im Gemeindegebiet von Bestwig verläuft er nun meist im bebauten Bereich von Ostwig. Nur kurz vor der Mündung in die Ruhr folgt noch das Landschaftsschutzgebiet Unteres Elpetal.